# Simple & Madama
Simple & Madama è un fumetto di Lorenza Di Sepio e Marco Barretta, che racconta le disavventure di una coppia alle prese con i piccoli drammi quotidiani romanzati con ironia pulita.
Nasce nel 2012 inizialmente online sotto forma di strisce pubblicate sulla pagina Facebook e approda sulla carta stampata nel 2013, dapprima con un volume edito da Shockdom che raccoglieva tutte le vignette realizzate sui social e poi successivamente con dei volumi inediti pubblicati da Magic Press.
Dal 2018 Lorenza Di Sepio ha deciso di tornare all'autoproduzione avvalendosi della collaborazione di Marco Barretta come sceneggiatore.
Dal 2020 Simple&Madama diventano un magazine per le edicole e fumetterie, edito da Panini Comics, che raccoglie alcune vignette pubblicate sul web, enigmi, giochi e disegni da colorare. Il nome di questo magazine è "Embè?".
Nel 2022 viene pubblicato Ti sblocco un ricordo, una storia inedita che raccoglie quasi tutte le vignette pubblicate, in occasione dei 10 anni della loro pagina Facebook, aperta nel febbraio 2012.

## I personaggi
Protagonisti della serie sono Simple e Madama, coppia di fidanzati che rappresenta gli aspetti tipici dell'universo maschile e femminile, così diversi tra loro, eppure in fondo così indispensabili l'uno all'altra.
- Simple: è un ragazzo tranquillo, semplice, anche un po’ distratto, amante dei videogiochi, serie tv e del cinema.
- Madama: una ragazza umorale, che ama il cibo, lo shopping e i gossip.
- Amamda: amica di Madama, quella così perfetta da essere quasi antipatica. (ndr. il nome è l'anagramma di Madama)
- Frienderico: il friendzonato del gruppo, migliore amico di Simple e innamorato poco segretamente di Amamda.
- Amicaela: amica fedele e confidente di Madama, quella che chiameresti alle 2 di notte per sparlare di una persona a caso.

## Volumi
| Titolo                                     | Editore       | Data             |
| ------------------------------------------ | ------------- | ---------------- |
| Perché ogni giorno insieme è un'avventura! | Shockdom      | 28 novembre 2013 |
| La scintilla                               | Magic Press   | Novembre 2014    |
| Orgoglio e pregiudizio                     | Magic Press   | Aprile 2015      |
| Avventure al metrò                         | Magic Press   | Giugno 2015      |
| Il bello e la bestia                       | Magic Press   | Novembre 2015    |
| Tandem                                     | Magic Press   | Maggio 2016      |
| Febbre da matrimonio                       | Magic Press   | Maggio 2017      |
| Procrastination                            | Autoprodotto  | Ottobre 2018     |
| In Love                                    | Autoprodotto  | Ottobre 2019     |
| Embè? Magazine Bimestrale                  | Panini Comics | 2020 - 2021      |
| Ti sblocco un ricordo                      | Tunué         | Gennaio 2022     |

## Partecipazioni
- Amnesty International: 60 anni dalla parte dei diritti umani (2020)
- Rai 1: I soliti ignoti (2020)
- Presidenza del Consiglio dei Ministri: centenario de Il Milite Ignoto (2021)
- Rai 1: Billy il vizio di leggere - puntata del 21 agosto 2022 Archiviato il 23 settembre 2022 in Internet Archive.